# Scarthyla
Scarthyla is een geslacht van kikkers uit de familie boomkikkers (Hylidae). De groep werd voor het eerst wetenschappelijk beschreven door William Edward Duellman en Rafael Omar de Sá in 1988.
Er zijn twee soorten die voorkomen in delen van noordelijk Zuid-Amerika en Midden-Amerika.

## Soorten
Geslacht Scarthyla
- Soort Scarthyla goinorum
- Soort Scarthyla vigilans

Lysapsus · 
Pseudis · 
Scarthyla